# Хвита
Хвитау (на исландски: Hvítá, местно произношение „Квитау“), в превод „Бялата река“, е река в Исландия.
Извира от езерото Квитаурватн, разположено почти в централната част на страната, и тече в югоизточна посока. След 40 км образува водопада Гюдълфос. При сливането си с река Сог, Хвитау образува река Йолфуса. Общата дължина на Хвитау с Йолфуса е 185 км.
Заради есенните си разливи и водопадите, които образува, Хвитау се смята за най-опасната река в Исландия.